# Шоссе 12 (Израиль)
Шоссе 12 (ивр. כביש 12‎ , англ. Highway 12) — израильское шоссе в Южном округе Израиля. Оно огибает горы в районе Эйлата с северо-запада и соединяет Эйлат с Шоссе 10 и Шоссе 40.
Шоссе 12 начинается в Эйлате и движется на запад в сторону границы Израиля с Египтом. Затем оно поворачивает на север мимо КПП Нетафим. На перекрёстке Саярим шоссе 12 пересекается с шоссе 10. Далее шоссе продолжается на северо-восток, достигая аэропорт Овда и заканчивается на перекрёстке Шезафон, где оно пересекается с автострадой 40. 

## Перекрёсткииразвязки
| Километр | Название                                 | Тип | Расположение  | Пересечение дорог   |
| -------- | ---------------------------------------- | --- | ------------- | ------------------- |
| 0        | ивр. צומת אילת‎ (Перекрёсток Эйлат)       |     | Эйлат         | Шоссе 90            |
| 12       | ивр. מעבר נטפים‎ (КПП Нетафим)            |     | КПП Нетафим   | Пограничный переход |
| 41       | ивр. צומת סיירים‎ (перекрёсток Саярим)    |     | Долина Саярим | Шоссе 10            |
| 56       | ивр. צומת עובדה‎ (перекрёсток Овда)       |     | Аэропорт Овда | Въезд в аэропорт    |
| 65       | ивр. צומת ללא שם‎ (перекрёсток без имени) |     | Шахарут       | Въезд в Шахарут     |
| 70       | ивр. צומת שזפון‎ (перекрёсток Шезафон)    |     | Шезафон       | Шоссе 40            |